# Bouboni
Bouboni ist ein Fluss auf Anjouan, einer Insel der Komoren in der Straße von Mosambik.

## Geographie
Der Fluss entspringt im Gebiet von Bandani-Vouani am Hang des Paharoni-Kammes im Südwesten von Anjouan. Dann mündet er bei Pomoni bald in den Mro Bandani.